# حکومت نظامی ارتش ایالات متحده آمریکا در کره
حکومت نظامی ارتش ایالات متحده آمریکا در کره (USAMGIK؛ کره‌ای: 재 조선 미 육군 사령부 군정청؛ هانجا: 在 朝鮮 美 陸軍 司令部 軍政 廳) حکومت رسمی ایالات متحده آمریکا در نیمه جنوبی شبه جزیره کره از ۱۹۴۵ سپتامبر ۸ تا ۱۹۴۸ اوت ۱۵ بود. در کشور کره جنوبی در این دوره هرج و مرج سیاسی و اقتصادی،... به وجود آمده بود. علاوه بر این، ارتش ایالات متحده تا حد زیادی برای چالش‌های مدیریت کشور آماده نشده بود؛ بنابراین، بسیاری از سیاستهای آن باعث بی‌ثباتی شد. موج پناهندگان از کره شمالی (حدود ۴۰۰٫۰۰۰) باعث آشفتگی در کشور شده بود.

## یادداشت ها
1. ^  Allan R. Millet, The War for Korea: 1945-1950 (2005) P. 59
2. ^  Lee (1984, p. 374); Cumings (1997, p. 189).
3. ^  Cumings, 1997, p. 189. Nahm (1996, p. 340) gives "Eighth Army", reflecting the Corps' later affiliation.
4. ^  Nahm, Cumings, loc. cit.
5. ^  Nahm (1996, p. 351); Lee (1984, p. 375).
6. ^  Nahm (1996, p. 340).
7. ^  Lee (1984, p. 375).
8. ^  Nahm (1996, pp. 330–332); Lee (1984, p. 374).
9. ^  Nahm (1996, p. 340).
10. ^  Nahm (1996, p. 340).